# Giovanni Scarabelli
Giovanni Scarabelli (Molinella, 1874 – Rosario, 8 aprile 1942) è stato uno scultore e pittore italiano.

## Biografia
Formatosi al Regio Istituto di Belle Arti di Bologna poi all'Accademia di Bergamo, vinse già in giovane età premi di pittura e di scultura.  
All'età di ventiquattro anni emigrò in Argentina, su una barca nel 1898, nella città di Marcos Juárez (Córdoba), dove, come pittore ritrattista, ottenne notevoli riconoscimenti e commissioni anche da personaggi importanti, quali l'ex presidente Julio Argentino Roca.  
Nel 1899 si trasferì nella città di Rosario, chiamato dallo scultore Luís Fontana (padre di Lucio Fontana, fondatore del movimento spazialista) che qui fin dal 1890 aveva avviato uno studio, di cui Giovanni, ora Juan, divenne associato effettivo nel 1902. 
Nel 1905 Scarabelli rilevò lo studio di Fontana, in quell'anno rientrato in Italia, e prese come socio l'argentino Cautero. Le sue opere, improntate ad un rigoroso accademismo, con richiami forti alla tradizione classicista italiana, ma anche con personali accenti interpretativi che esaltano il dinamismo e il sentimento, trovarono un'ottima accoglienza e ben presto gli valsero la fama di primo artista della città. Le più importanti famiglie di Rosario gli commissionarono le loro tombe, così che molti sepolcri monumentali della parte antica del cimitero El Salvador di Rosario portano la sua firma. Sono sculture imponenti in bronzo, in marmo, bianco o nero, spesso a soggetto religioso. In seguito alla fama riconosciutagli, Scarabelli ampliò il proprio ambito lavorativo; oltre alle committenze private gli furono affidate anche numerose opere pubbliche, fra le più importanti il monumento dedicato all'Indipendenza e quello intitolato al Gaucho.  
Rapidamente la sua popolarità ebbe risonanza in altre città, a Esperanza realizzò nel 1910 insieme a Fontana il Monumento à la Agricoltura Nacional, il cui progetto fu presentato all'Esposizione internazionale delle industrie e del lavoro (1911) di Torino ottenendo la medaglia d'oro. Nel 1912 Juan si aggiudicò la costruzione, a Paraná, del monumento in memoria di Monseñor de la Lastra, nel 1916, nella città di Córdoba, della statua equestre del generale José de San Martín. Sempre nella città di Córdoba realizzò i monumenti di Padre Olegario Correa e Cristoforo Colombo.  
Si sposò nel 1914 con Inés Morino. Nelle officine di Scarabelli lavoravano settanta operai nel 1931, e all'ardente lavoro del suo studio conciliava l'insegnamento all'Accademia Estimulo de Bellas Artes. Juan Scarabelli, dopo una lunga malattia, morì l'8 aprile 1942, non poté mai realizzare il sogno di rimpatriare. 

## Omaggi
Le città di Rosario e Córdoba gli fecero omaggio attraverso due mostre, organizzate rispettivamente nel 1946 a Rosario (dalla Sociedad Argentina de Artistas Plásticos) e l'altra nel 1947 al Jockey Club di Córdoba.
Nella sua città natale Molinella, venne dedicata una via in suo onore nel 1996.